# Max Ophüls
Pour les articles homonymes, voir Oppenheimer et Ophuls.
Ne doit pas être confondu avec Max Oppenheimer.
Maximillian Oppenheimer, dit Max Ophuls (ou Max Ophüls), né le 6 mai 1902 à Saint-Jean et mort le 25 mars 1957 à Hambourg, est un cinéaste français d'origine allemande. Il est le père du cinéaste Marcel Ophuls.

## Carrière

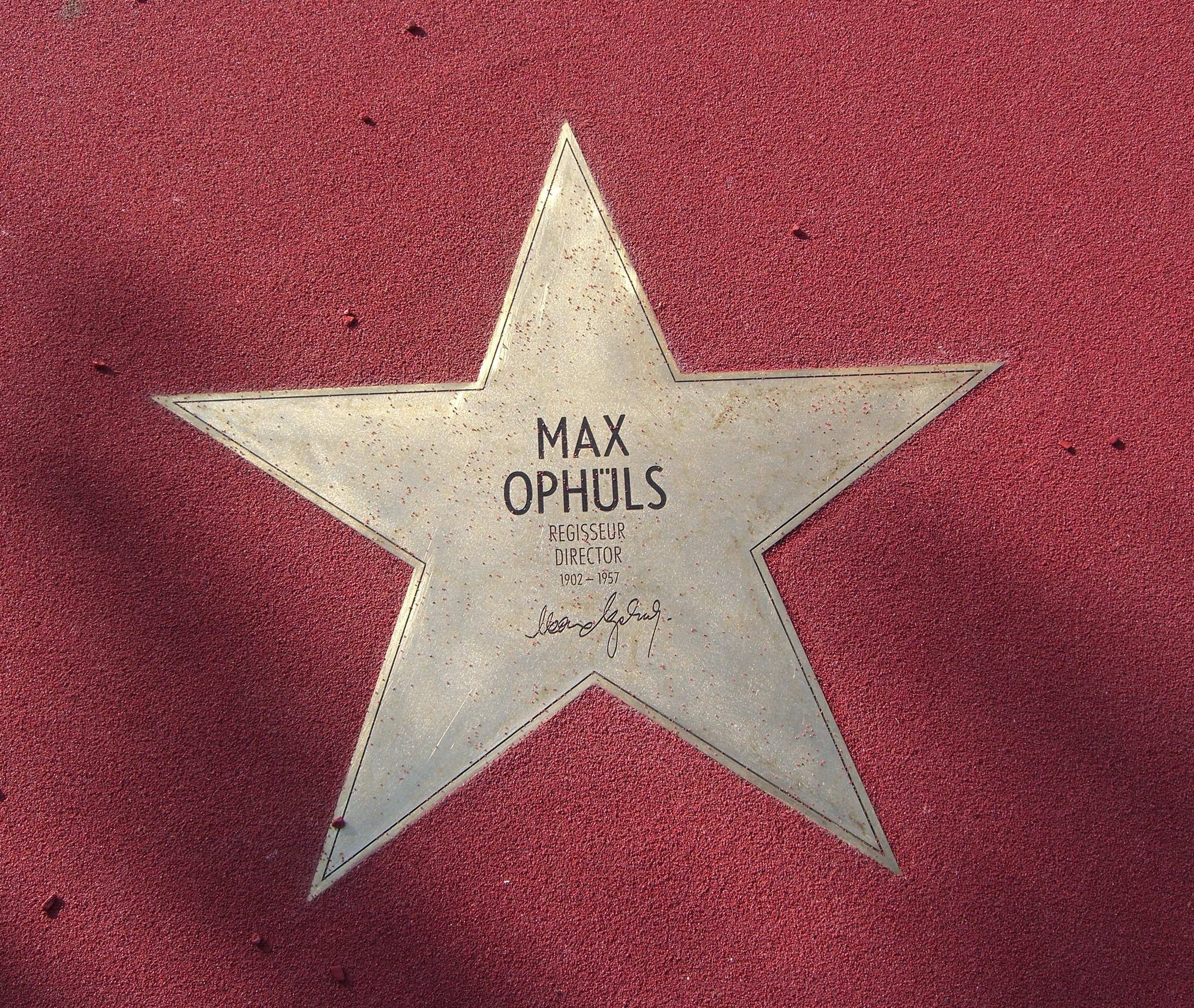
Son étoile au boulevard des stars.

Il débute au théâtre comme acteur stagiaire en 1919 sous le pseudonyme de « Max Ophuls », afin de ne pas embarrasser son père au cas où il échouerait[réf. nécessaire], avant de se consacrer à la production en 1924. Deux ans plus tard, il devient directeur de création du Burgtheater à Vienne. Il y rencontre l'actrice Hilde Wall (1894-1980), qu'il épouse la même année. Leur fils Marcel, futur réalisateur de documentaires (notamment Le Chagrin et la Pitié), naît le 1er novembre 1927 à Francfort-sur-le-Main.
Après avoir monté près de deux cents pièces, il se tourne en 1929 vers le cinéma, en devenant chef-dialoguiste sous la direction d'Anatole Litvak à la Universum Film AG (UFA), à Berlin. Il dirige son premier film en 1931, le court-métrage Dann schon lieber Lebertran. Le meilleur de ses films allemands est sans doute Liebelei (1932) ; on y trouve un certain nombre de thèmes qui ont fait sa célébrité : pureté des femmes (qui ne va pas sans une certaine frivolité, et parfois une grande naïveté), cruauté, violence des hommes et d'une façon générale, de la société qui, sous des dehors brillants, scintillants, se révèle être une machine à broyer les plus faibles, etc.[réf. nécessaire]

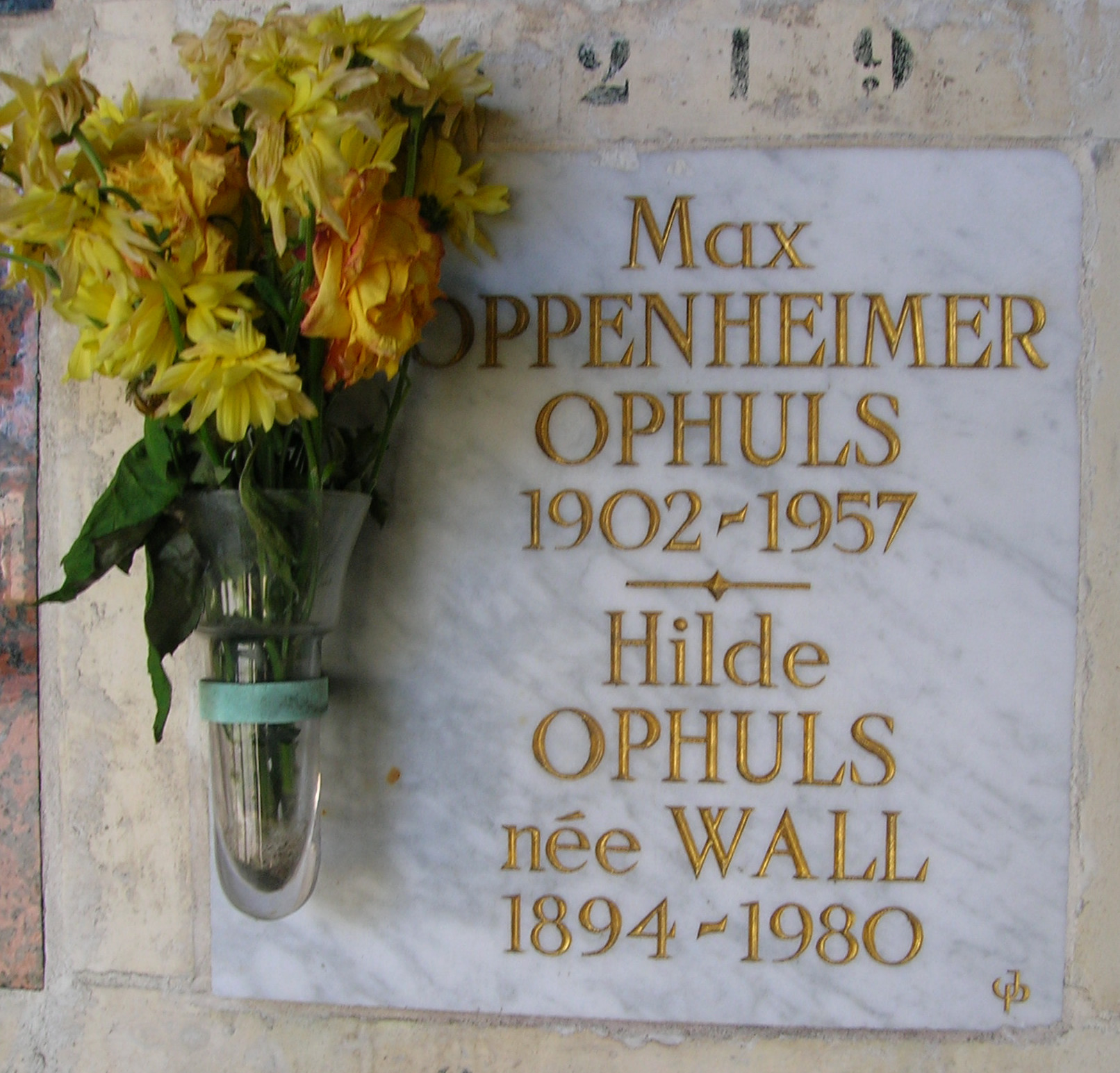
Plaque funéraire de Max Ophuls au cimetière du Père-Lachaise (division 87, columbarium, case n°6219).

Anticipant la menace que fait courir la montée du nazisme, Max Ophuls, qui est de confession juive, se réfugie en France en 1933 après l'incendie du Reichstag. Il y réalise entre autres Werther, adaptation du roman homonyme de Goethe avec Pierre Richard-Willm, et deux films avec Edwige Feuillère, Sans lendemain et De Mayerling à Sarajevo. Devenu citoyen français en 1938, il gagne les États-Unis après la défaite de 1940, en passant par la Suisse et l'Italie. Réfugié à Hollywood, il n'y trouve pas de travail, et il doit attendre 1948 pour réaliser, avec l'aide du réalisateur et producteur Preston Sturges, qui admire son travail depuis longtemps, l'un des films les plus remarquables de cette période : Lettre d'une inconnue, librement adapté de la nouvelle de Stefan Zweig.
Il revint en Europe en 1950, pour tourner une série de chefs-d'œuvre : La Ronde (1950), Le Plaisir (1952), Madame de... (1953), avec son actrice fétiche, Danielle Darrieux, ainsi que Lola Montès (1955). Ce dernier film ne rencontra pas le succès, et fit l'objet d'un nouveau montage de la part des producteurs, malgré l'opposition d'Ophuls et celle des « jeunes turcs » de la naissante Nouvelle Vague, avant de connaître finalement une résurrection en 2008.
Il meurt à Hambourg sept ans plus tard, d'une cardiopathie rhumatismale. Il est crématisé au crématorium du cimetière du Père-Lachaise, où il est inhumé (case 6219 du columbarium) à Paris.
Dans toutes ses œuvres, on retrouve les mouvements sans heurts de la caméra qui le caractérisent, l'utilisation complexe des grues et des dollys, et les travellings, qui ont influencé Stanley Kubrick ou, en France, Jacques Demy (dont le premier film, Lola, est dédié à celui qu'il considérait comme son maître).

## Filmographie

### En tant que réalisateur

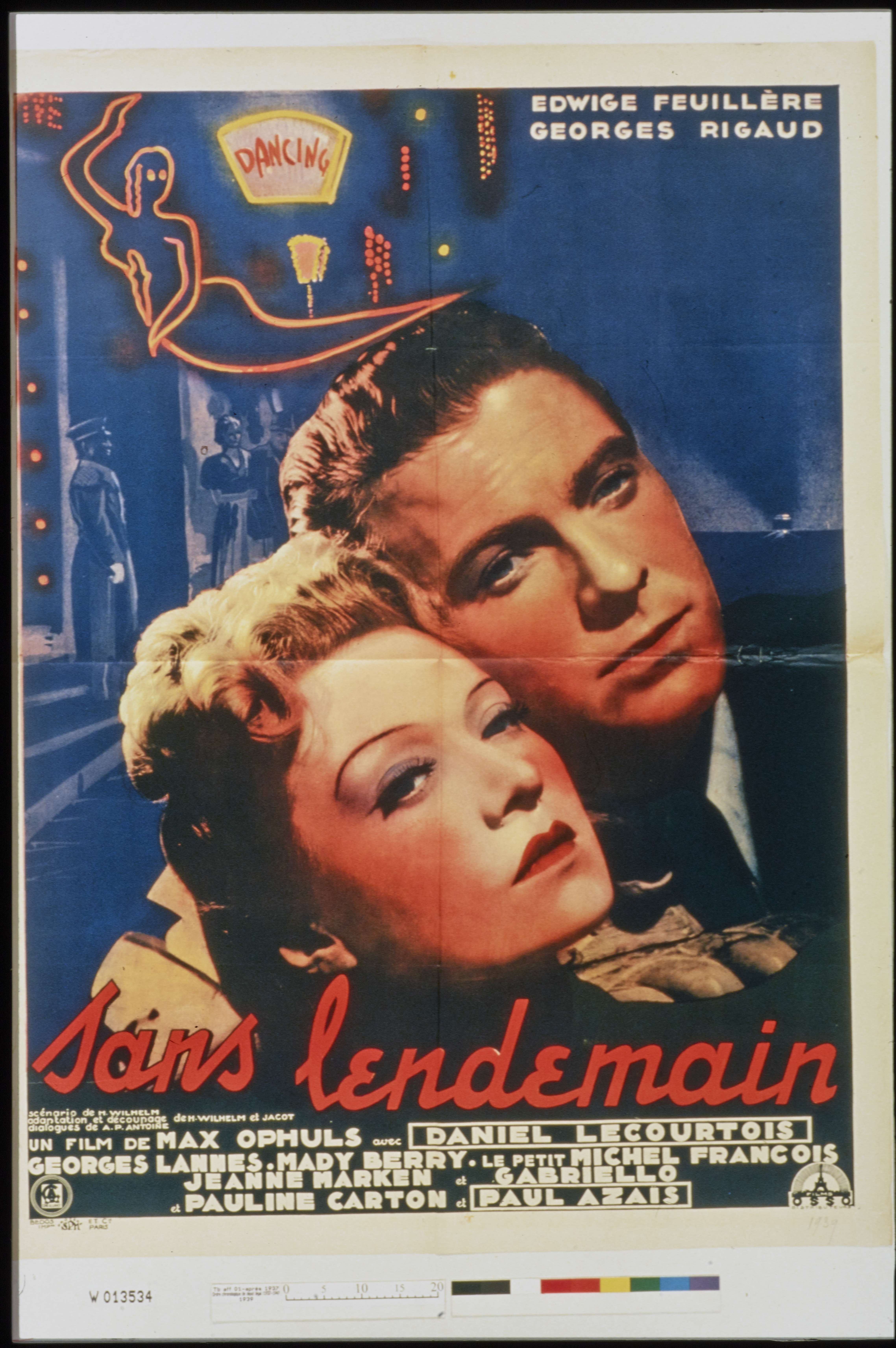
Affiche de Sans lendemain.

- 1931 : Nie wieder Liebe d'Anatole Litvak - en tant qu'assistant réalisateur
- 1931 : Dann schon lieber Lebertran[5] (court métrage) - également scénariste
- 1932 : Le Studio amoureux (Die verliebte Firma)
- 1932 : La Fiancée vendue (Die verkaufte Braut)
- 1933 : Lachende Erben[6] - également scénariste
- 1933 : Liebelei - également scénariste
- 1933 : Une histoire d'amour, version française du précédent - également scénariste
- 1934 : On a volé un homme
- 1934 : La Dame de tout le monde (La signora di tutti) - également scénariste
- 1934 : Le Scandale de Marcel L'Herbier (réalisation de quelques scènes)
- 1935 : Divine - également scénariste
- 1936 : Valse brillante de Chopin (court métrage)
- 1936 : Ave Maria de Schubert (court métrage)
- 1936 : La Comédie de l'argent (Komedie om geld) - également scénariste
- 1936 : La Tendre Ennemie - également scénariste
- 1937 : Yoshiwara - également scénariste
- 1938 : Werther ou Le Roman de Werther - également scénariste
- 1939 : Sans lendemain ou La Duchesse de Tilsitt - également scénariste
- 1940 : De Mayerling à Sarajevo
- 1940 : L'École des femmes (inachevé)
- 1946 : Vendetta de Mel Ferrer -  réalisation de quelques scènes
- 1947 : L'Exilé (The Exile)
- 1948 : Lettre d'une inconnue (Letter from an Unknown Woman) - également scénariste
- 1949 : Pris au piège (Caught)
- 1949 : Les Désemparés (The Reckless Moment)
- 1950 : La Ronde - également scénariste
- 1952 : Le Plaisir - également scénariste
- 1953 : Madame de... - également scénariste
- 1955 : Lola Montès - également scénariste

### En tant que scénariste
Note : Max Ophuls est également scénariste ou coscénariste de la plupart de ses films ; cf. ci-dessus.
- 1957 : Montparnasse 19 de Jacques Becker

## Théâtre
- Frau Berta Garlan d'après Arthur Schnitzler

## Distinctions

### Récompenses
- Mostra de Venise 1934 : coupe du ministère des Corporations (meilleure réalisation technique) pour La signora di tutti
- Mostra de Venise 1950 : Meilleur scénario pour La Ronde, partagé avec Jacques Natanson
- Berlinale 1966 : prix FIPRESCI pour l'ensemble de son œuvre (à titre posthume)

### Nominations
- Mostra de Venise 1934 : coupe Mussolini du meilleur film italien pour La signora di tutti
- Mostra de Venise 1936 : coupe Mussolini du meilleur film étranger pour La Tendre Ennemie
- Mostra de Venise 1950 : Lion d'or pour La Ronde
- Oscars 1952 : Meilleur scénario adapté pour La Ronde, partagé avec Jacques Natanson
- Oscars 1955 : Meilleure direction artistique noir et blanc pour Le Plaisir

## Hommages
- Le prix Max-Ophuls a récompensé un réalisateur dans le cadre du festival de Cannes, dans les années 1960-1970[réf. nécessaire].
- Le festival Max Ophuls de Sarrebruck (Filmfestival Max Ophuls Preis) présente chaque année depuis 1980 les œuvres de jeunes cinéastes germanophones, en provenance principalement d'Allemagne, d'Autriche et de Suisse. Un prix Max-Ophuls est attribué au réalisateur d'un film de fiction ou d'un documentaire d'une durée d'environ 60 minutes.

### Documentaires
- Marcel Ophuls, Max par Marcel, Les Films du jeudi, 2009 - inclus dans le coffret Max Ophuls de distribué par Gaumont
- Marcel Ophuls, Un voyageur, avec Vincent Jaglin, Arte, mai 2013